# Zeita (Tulkarem)
Zeita, en arabe : عِلار, est une ville du gouvernorat de Tulkarem en Palestine, au nord-ouest de la Cisjordanie. Elle est située à 11 kilomètres au nord-est de Tulkarem. Selon le recensement du Bureau central palestinien des statistiques, la localité compte une population de 3 078 habitants en 2017.